# William Baillie
William Baillie, né à Kilbride (Comté de Carlow, Irlande) le 5 juin 1723 et mort à Paddington (Grand Londres, Royaume-Uni) le 22 décembre 1810 , est un graveur irlandais.
Il est connu pour ses œuvres du style de — ou copiées de — Rembrandt, en particulier de La Pièce aux cent florins. Souvent décrit comme un artiste amateur, il était officier de l'Armée de terre britannique jusqu'en 1761, puis Commissionnaire des Timbres et agent pour les collectionneurs d'art, notamment pour Lord Bute.

## Biographie

### Jeunesse et engagement à l'armée britannique
Baillie fait ses études à l'école de Thomas Sheridan (en) à Dublin, avant d'être envoyé à 18 ans à Londres par son père pour étudier le Droit. Cependant il décide de suivre l'exemple de l'un de ses frères cadets et rejoint l'armée. Malgré l'opposition initiale de son père, il est autorisé à acheter son grade d'officier, auprès du Lord Archibald Hamilton, pour rejoindre le 13e régiment d'infanterie.
Il rejoint ensuite le régiment comme porte-étendard juste avant la bataille de Lafeldt, où il a porté les drapeaux consacrés. Après la retraite et la confusion qui font suite à la bataille au sein de l'armée britannique, lui et les autres porte-étendards sont séparés du reste du régiment jusqu'au jour suivant, mais finissent par les rejoindre à la grande satisfaction du colonel, qui les donnait pour perdus. Il sert dans ce régiment de nombreuses années, et participe notamment à la bataille de Culloden ainsi qu'à plusieurs combats en Allemagne. Il devient en 1755 officier dans le 51e régiment en tant que capitaine des grenadiers et officier payeur à la bataille de Minden. Il fait partie quelques années de la 17e Light Dragoons, mais en a marre de la guerre et décide de revendre son grade,.

### Baillie artiste

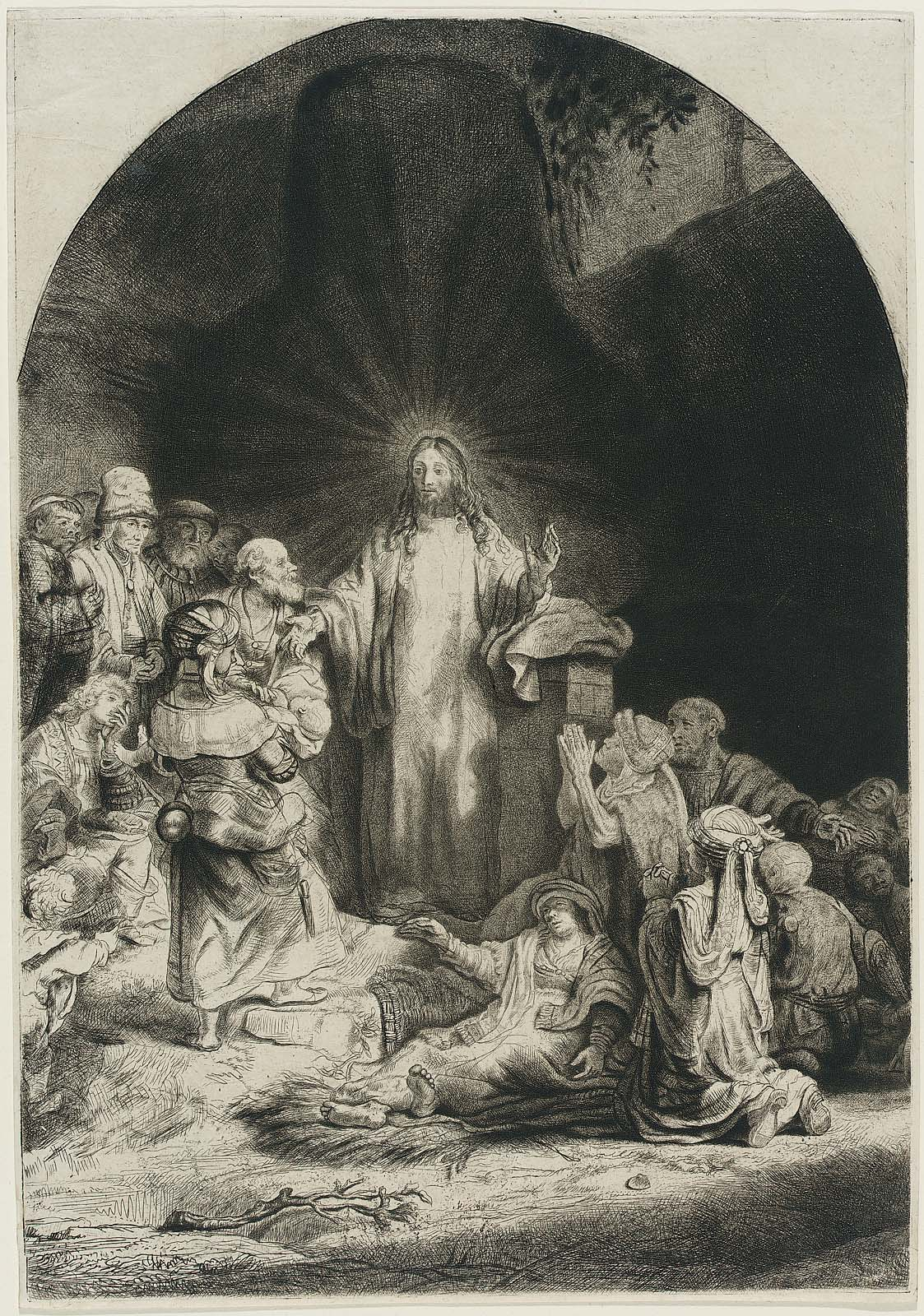
L'une des quatre parties de La Pièce aux cent florins retravaillées par Baillie. Musée des beaux-arts de Boston.

Il réalise ses premières gravures au sein de l'armée. Les premières datées, de 1753, représentent des soldats. Alors sous les ordres du prince Ferdinand à la bataille de Minden, il dessine le plan de bataille et l'envoie au prince ; celui-ci le récompensera et le complimentera pour cela. Bien qu'autodidacte, il prend quelques cours auprès de son compatriote irlandais Nathaniel Hone l'Ancien.
Il prend sa retraite de l'armée en 1761 au rang de capitaine de la cavalerie et se consacre pleinement à l'art, bien qu'il devienne Commissaire aux Timbres, poste qu'il occupera pendant 25 ans. Il a probablement séjourné à Rome de 1759 à 1763, si l'on en croit une série de ses œuvres.
Ses gravures, qui suivent des styles différents, sont exposés une première fois à la Society of Artists en 1762, mais ses productions les plus remarquables sont celles qui suivent le style de Rembrandt, ou sont directement des copies de l'artiste néerlandais. Pour imiter ses effets de clair-obscur, il utilise la manière noire, une technique que Rembrandt n'avait jamais utilisée. Il obtient la plaque de cuivre originale de La Pièce aux cent florins, qui est en assez mauvais état car très usée, et la retravaille. Après un certain nombre d'impressions, il coupe la plaque en quatre fragments et fait des impressions à partir de ceux-ci.
Il déclarera à un jeune ami avoir vécu, dans l'étude et la pratique des arts, les heures les plus heureuses de sa vie : « Poursuis l'art avec la satisfaction et l'avidité que j'ai eues, et il deviendra une source de confort et de plaisir pour quand tu seras vieux. »

### Baillie agent de collectionneur d'art
Sa principale profession est celle de trafiquant d'œuvres d'art, agissant comme agent pour le Lord Bute et le Lord Liverpool, entre autres.
Il était considéré comme un grand connaisseur toute sa vie bien que l'admiration n'était pas universelle : John Thomas Smith a ainsi dit que Baillie « ne savait pas dessiner, ni avait l'œil pour faire des effets », et se fait remarquer pour sa critique acerbe de la copie de Rembrandt du Paysage aux trois arbres, dans lequel Baillie avait introduit des éclairs d'orage.
Il meurt à Paddington, dans le Grand Londres, le 22 décembre 1810.

## Œuvre

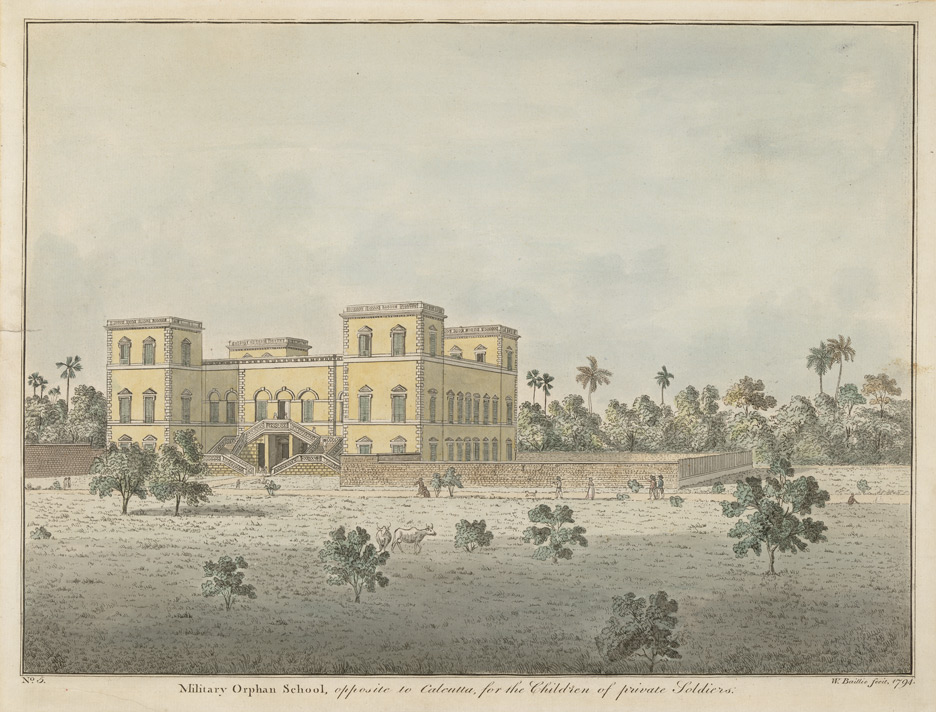
Levett's distillery later the Military Orphan School Calcutta, 1794.

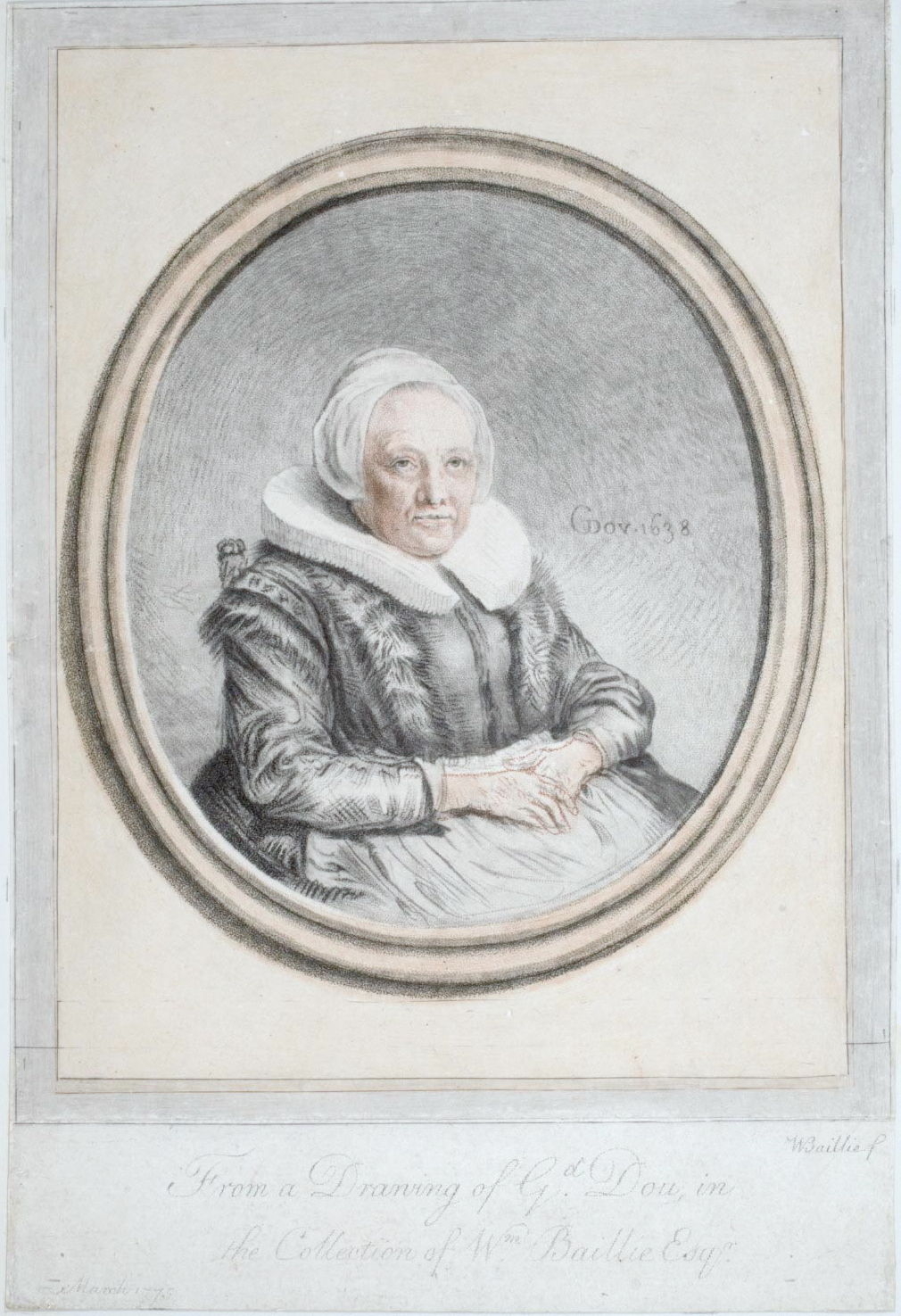
The Mother of Gerard Dou, 1775, d'après Gérard Dou.

Il fait, de 1760 à 1779, des gravures à l'eau-forte, au pinceau, en couleur.
Il réalise son premier portrait gravé, avec l'aide de Caroline Watson, d'après un dessin de son mentor Nathaniel Hone l'Ancien. Il réalise ensuite plus d'une centaine de gravures d'après des maîtres de la peinture, cinquante desquelles sont publiées en 1774 par Walter Shropshire.
Il utilise beaucoup la manière noire, technique dans laquelle il excelle, et granule ses plaques avec de la pierre de Turquie, généralement utilisé sur les feuilles Meilan. Ses gravures auraient eu plus de succès dans les salles aux enchères néerlandaises qu'anglaises.
Ses œuvres ont été publiées dans des volumes de deux feuilles par John Boydell en 1792, sous le titre de A Series of 225 Prints and Etchings after Rembrandt, Teniers, G. Dou, Poussin, and others (« Série de 225 impressions et gravures d'après Rembrandt, Teniers, G. Dou, Poussin et autres »).
La liste suivant concerne les principales gravures, dont certaines ont été signées de son nom et d'autres ont été marquées d'un seau :
- Bust of an Old Man, with a gold chain, à la manière de Rembrandt ; deux plaques
- Landscape, with a Stone Bridge (1764)
- Landscape, with the Ruins of a Temple, à la manière de Claude Gellée
- Portrait of Sofonisba Anguisciola, painter ; ipsa pinxit
- Landscape by Moonlight, d'après Albert Cuyp
- The Pen-cutter, d'après Gérard Dou
- The Lacemaker, d'après Gérard Dou
- The Mother of Gerard Dou, d'après Gérard Dou
- Susannah justified by Daniel, d'après Gerbrand van den Eeckhout
- Four Officers, two playing at Trictrac, d'après Marcus Gheeraerts l'Ancien
- Portrait of Frans Hals, painter, d'après Frans Hals, pinxit
- Portrait of Frans van Mieris, d'après lui-même
- Peasants saying Grace, d'après Jan Miense Molenaer
- A Musical Assembly, d'après Jan Miense Molenaer
- James, Duke of Monmouth, on Horseback, d'après Caspar Netscher
- Interior of a Dutch Chamber, with Feasants regaling, d'après Adriaen van Ostade, 1767
- Interior, with Peasants smoking and drinking, d'après Adriaen van Ostade, 1765
- Christ healing the Sick, d'après La Pièce aux cent florins de Rembrandt (qu'il a rachetée et retouchée)
- Beggars at the Door of a House, d'après Rembrandt
- The Gold-weigher, copié de Rembrandt
- The Three Trees, copié de Rembrandt
- An Old Man, half-length, with a Beard and Cap, d'après Rembrandt, 1765
- The Entombment of Christ ; deux plaques
- An Old Man, half-length, with a large Beard, and his Hands in the Sleeve of his Robe, 1771
- Landscape, with a Horse lying, d'après Rembrandt
- The Holy Family, d'après Bartolomeo Schedoni
- Interior of a village Alehouse, d'après David Teniers le Jeune
- A Student sitting before a Table with a Globe and Books, d'après Gerard ter Borch
- William, Prince of Orange, oa Horseback, d'après Gerard ter Borch
- Soldiers quarrelling at Dice, d'après Valentin de Boulogne
- Three Sea-pieces, d'après des dessins de Willem Van de Velde l'Ancien